# Haruna Sakakibara
Haruna Sakakibara (japanisch 榊原 春奈, Sakakibara Haruna, * 11. März 1994 in Nagoya, Präfektur Aichi) ist eine japanische Ruderin und Teilnehmerin an den Olympischen Sommerspielen 2012.

## Karriere
Haruna Sakakibara begann 2009 mit dem Rudersport und startete bereits zwei Jahre später bei den Junioren-Weltmeisterschaften 2011 in Eton im Einer. Sie gewann das B-Finale und belegte damit am Ende den siebten Platz. Im April 2012 qualifizierte sie sich im Alter von 18 Jahren im Einer bei der Qualifikationsregatta in Chungju für die Olympischen Sommerspiele 2012. Beim anschließenden Weltcup in Luzern kam sie im Einer auf dem elften Platz ins Ziel.
Bei den Olympischen Sommerspielen in London belegte sie den vierten Platz im Vorlauf und qualifizierte sich damit für das Viertelfinale der besten 24 Boote. Mit dem fünften Platz im Viertelfinale verpasste sie den Sprung unter die besten 12 und ging in das Halbfinale C/D. Nach dem fünften Platz im Halbfinale belegte sie auch den fünften Platz im D-Finale und wurde damit in der Endabrechnung 23. bei den Wettbewerben auf dem Dorney Lake. Zum Abschluss der Saison belegte sie den neunten Platz bei den Junioren-Weltmeisterschaften im Einer. 2014 belegte Sakakibara den 14. Platz im Einer bei den U23-Weltmeisterschaften.
Auch wenn sie Japanerin ist, wurde sie 2017 Vizemeisterin im Einer bei den neuseeländischen Meisterschaften. Dies ist möglich, da sie in Neuseeland an der University of Otago studiert.
Im Jahr 2017 belegte sie im Einer den 17. Platz beim Weltcup in Posen. 2018 folgte der 15. Platz im Einer beim Weltcup in Luzern. Am Ende des Jahres belegte sie den vierten Platz im Einer bei den Asienspielen 2018. Im darauffolgenden Jahr wechselte sie in den Doppelzweier. Gemeinsam mit Shiho Yonekawa startete sie bei den Weltmeisterschaften 2019 in Linz. Mit dem fünften Platz im Hoffnungslauf verpassten sie den Sprung ins A-Finale und schieden aus. Bei den 2023 ausgetragenen Asienspielen 2022 in Hangzhou gewann sie sowohl im Vierer ohne Steuerfrau als auch im Achter die Silbermedaille.
Haruna Sakakibara startet für den Otago University Rowing Club, den Ruderclub der University of Otago.

## Internationale Erfolge
- 2011: 7. Platz Junioren-Weltmeisterschaften im Einer
- 2012: 23. Platz Olympische Sommerspiele im Einer
- 2012: 9. Platz Junioren-Weltmeisterschaften im Einer
- 2014: 14. Platz U23-Weltmeisterschaften im Einer
- 2018: 4. Platz Asienspiele im Einer
- 2019: 7. Platz Weltmeisterschaften im Doppelzweier